# Shunto Kodama
Shunto Kodama (japanisch 児玉 駿斗 Kodama Shunto; * 3. Dezember 1999 in der Präfektur Osaka) ist ein japanischer Fußballspieler.

## Karriere
Kodama erlernte das Fußballspielen in den Jugendmannschaften vom Settsu FC und LEO FC, in der Schulmannschaft der Chuo Gakuin High School sowie in der Universitätsmannschaft der Tokai-Gakuen-Universität. Die Saison 2018 und 2019 wurde er von der Universität an Nagoya Grampus ausgeliehen. Der Verein aus Nagoya spielte in der ersten japanischen Liga, der J1 League. Als Jugendspieler spielte er achtmal in der ersten Liga. 2020 spielte er wieder für die Universität. Im Februar 2021 unterschrieb er seinen ersten Vertrag bei Nagoya Grampus. Im September 2021 wurde er bis Saisonende an den Zweitligisten SC Sagamihara ausgeliehen. Für den Zweitligisten absolvierte er acht Zweitligaspiele. Nach der Ausleihe kehrte er nach Nagoya zurück. Hier wurde sein Vertrag nicht verlängert. Am 1. Februar 2022 unterschrieb er einen Vertrag beim Erstligaabsteiger Tokushima Vortis in Tokushima.